# Глядень-2
Гля́день-2 (рос. Глядень-2) — село у складі Благовіщенського району Алтайського краю, Росія. Входить до складу Гляденської сільської ради.

## Населення
Населення — 281 особа (2010; 394 у 2002).
Національний склад (станом на 2002 рік):
- росіяни — 62 %
- німці — 27 %